# Тарнов (Словаччина)
Тарнов або Тарнів (словац. Tarnov) — село в Словаччині, Бардіївському окрузі Пряшівського краю. Розташоване в північно-східній частині Словаччини, в західній частині Низьких Бескидів в долині Топлі. Протікає річка Каменец.
Вперше згадується у 1355 році.
В селі є римо-католицький костел св. Катерини Александрійської з 1821-1826 рр. Побудований у стилі класицизму.

## Населення
| Рік:            | 1994. | 2004.   | 2014.   | 2024.   |
| --------------- | ----- | ------- | ------- | ------- |
| Кількість осіб: | 371   | 378     | 379     | 415     |
| Різниця:        |       | +1,88 % | +0,26 % | +9,49 % |

| Рік:            | 2023. | 2024.   |
| --------------- | ----- | ------- |
| Кількість осіб: | 399   | 415     |
| Різниця:        |       | +4,01 % |

В селі проживає 386 осіб.
Національний склад населення (за даними останнього перепису населення — 2001 року):
- словаки — 98,69 %
- українці — 0,79 %

Склад населення за приналежністю до релігії станом на 2001 рік:
- римо-католики — 88,74 %,
- греко-католики — 9,42 %,
- протестанти — 0,79 %,
- православні — 0,52 %,
- не вважають себе віруючими або не належать до жодної вищезгаданої церкви — 0,52 %